# Förenade i mångfalden
Förenade i mångfalden (latin: In varietate concordia) är Europeiska unionens motto och en av dess symboler. Mottot finns officiellt översatt till alla unionens officiella språk samt latin. Det latinska uttrycket, som ursprungligen myntades av den italienska nobelpristagaren Ernesto Moneta, används ofta som en kompromiss mellan de olika språken. I motsats till bland annat europeiska flaggan är mottot en symbol enbart för unionen, och inte för Europarådet.
Mottot syftar på unionens mål om att främja fred och välstånd och samtidigt värna Europas kulturella och språkliga mångfald. Om Europeiska konstitutionen hade trätt i kraft skulle mottot ha blivit inskrivet i unionens grundfördrag.

## Historia
Det europeiska mottot antogs ursprungligen i maj 2000 som ”Förenade i mångfalden” genom en inofficiell process som involverade en tävling mellan 80 000 elever från de dåvarande 15 medlemsstaterna. Vid utarbetandet av Europeiska konstitutionen inkluderades mottot i konstitutionens artikel I-8, men förslaget till konstitution avslogs i folkomröstningar i Frankrike och Nederländerna under 2005 och kunde därför aldrig träda i kraft. I det omarbetade förslaget till fördrag – Lissabonfördraget – utelämnades alla referenser till unionens symboler, inklusive mottot.

### Utarbetandet av mottot
I april 1998 föreslog journalisten Patrick La Prairie vid den franska dagstidningen Ouest-France utlysandet av en tävling bland gymnasieelever i de dåvarande 15 medlemsstaterna inom Europeiska unionen för att ta fram ett gemensamt europeiskt motto. Tävlingen var tänkt att tillägnas 50-årsfirandet av Schumandeklarationen. Vid denna tidpunkt hade unionen redan en flagga och en hymn, och var även på väg att införa euron. Tillsammans med flera andra stora dagstidningar runt om i unionen påbörjades förberedelserna för tävlingen den 31 mars 1999. I september 1999 inleddes tävlingen, som kom att involvera 2 575 skolklasser med elever i åldrarna mellan tio och nitton år. Tävlingen avslutades den 15 januari 2000 och hade då samlat in 2 016 olika förslag till motton. De vanligast förekommande orden var ”Europa”, ”fred”, ”enighet”, ”union”, ”tillsammans”, ”framtid”, ”olikhet”, ”hopp”, ”solidaritet”, ”jämlikhet”, ”frihet”, ”mångfald” och ”respekt”. Genom en urvalsprocess där flera olika juryer deltog i olika steg reducerades antalet motton gradvis ner.

### Proklamering i Europaparlamentet
Den 4 maj 2000 proklamerades ”Förenade i mångfalden” som motto i Europaparlamentet av dess dåvarande talman Nicole Fontaine. Vid ceremonin deltog 500 skolelever från de olika medlemsstaterna.
Vid Europeiska rådets sammanträde i Santa Maria da Feira, Portugal den 19–20 juni 2000 avslutade Fontaine sitt officiella inledningsanförande med att nämna mottot. Sedan dess har mottot använts i flera andra tal, bland annat använde Europeiska kommissionens ordförande Romano Prodi det i ett tal i Europaparlamentet den 4 juli 2001.

### Symbol för Europeiska unionen
Genom proklamerandet av mottot i Europaparlamentet i maj 2000 blev ”Förenade i mångfalden” i praktiken Europeiska unionens motto. Det saknade dock fortfarande ett formellt erkännande som en officiell symbol för unionen i dess fördrag. I förslaget till Europeiska konstitutionen inkluderades mottot som en av fem officiella symboler för unionen. Förslaget till konstitution avslogs dock i folkomröstningar i Frankrike och Nederländerna under 2005 och kunde därför aldrig träda i kraft.
I det omarbetade förslaget till fördrag, Lissabonfördraget, togs alla referenser till symbolerna bort med hänvisning till att de ansågs ge unionen alltför statsliknande drag. Istället valde 16 medlemsstater – nästan samtliga sådana som tidigare hade ratificerat förslaget till konstitution – att foga en icke-bindande förklaring till Lissabonfördraget där de förklarade att de fem symbolerna ”även i fortsättningen för dem kommer att vara symboler för medborgarnas gemensamma tillhörighet till Europeiska unionen och deras anknytning till denna”. Av de ursprungliga grundarstaterna var det endast Frankrike och Nederländerna, där förslaget till konstitution hade avslagits, som valde att inte ställa sig bakom förklaringen. I oktober 2017 valde dock Frankrikes nyvalda pro-europeiska president Emmanuel Macron att ansluta Frankrike till förklaringen av symboliska skäl.
Som svar på borttagandet av alla referenser till unionens symboler i Lissabonfördraget valde Europaparlamentet, på initiativ av Europaparlamentarikern Jo Leinen, att i oktober 2008 på egen hand erkänna symbolerna genom en ändring i parlamentets arbetsordning. Ändringen innebär bland annat att mottot ska återges på parlamentets officiella handlingar.

## Användning
Mottot används huvudsakligen av Europeiska unionens institutioner i olika sammanhang. Enligt Europaparlamentets arbetsordning ska mottot exempelvis återges på parlamentets officiella handlingar.

## Officiell översättning
Den officiella översättningen av mottot på Europeiska unionens officiella språk är följande:
| - bulgariska: Единство в многообразието - danska: Forenet i mangfoldighed - engelska: United in diversity - estniska: Ühinenud mitmekesisuses - finska: Moninaisuudessaan yhtenäinen - franska: Unie dans la diversité - grekiska: Ενωμένοι στην πολυμορφία - iriska: Aontaithe san éagsúlacht | - italienska: Unità nella diversità - kroatiska: Ujedinjeni u različitosti - lettiska: Vienota dažādībā - litauiska: Suvienijusi įvairovę - maltesiska: Magħquda fid-diversità - nederländska: In verscheidenheid verenigd - polska: Zjednoczona w różnorodności - portugisiska: Unida na diversidade | - rumänska: Uniți în diversitate - slovakiska: Zjednotení v rozmanitosti - slovenska: Združena v raznolikosti - spanska: Unida en la diversidad - svenska: Förenade i mångfalden - tjeckiska: Jednotná v rozmanitosti - tyska: In Vielfalt geeint - ungerska: Egység a sokféleségben |